# Kemalpaşa
Kemalpaşa là một huyện thuộc tỉnh İzmir, Thổ Nhĩ Kỳ. Huyện có diện tích 655 km² và dân số thời điểm năm 2007 là 81777 người, mật độ 125 người/km².